# Neoscona bucheti avakubiensis
Neoscona bucheti là một phân loài nhện trong họ Araneidae.
Loài này thuộc chi Neoscona. Neoscona bucheti avakubiensis được Roger de Lessert miêu tả năm 1930.